# Lagunda landskommun
Lagunda landskommun var en tidigare kommun i Uppsala län.

## Administrativ historik
Kommunen inrättades som storkommun vid kommunreformen 1952 genom sammanläggning av de tidigare landskommunerna Biskopskulla, Fittja, Fröslunda, Giresta, Gryta, Holm, Hjälsta, Kulla, Långtora och Nysätra. Nio av dessa (undantaget var Gryta) hade utgjort Lagunda härad, vilket fick ge namn åt kommunen.
1 januari 1957 överfördes till Lagunda landskommun och Giresta församling från Norra Trögds landskommun och Husby-Sjutolfts församling ett obebott område (Sävsta 1:9-1:13 och Sävsta 2:2) omfattande en areal av 0,03 km², varav allt land.
1 januari 1959 överfördes till Lagunda landskommun och Långtora församling från Norra Trögds landskommun och Härkeberga församling ett obebott område omfattande en areal av 0,13 km², varav allt land.
1 januari 1971 upplöstes kommunen och dess område tillfördes till Enköpings kommun.
Kommunkoden var 0306.

### Judiciellt tillhörighet
I judiciellt hänseende tillhörde Lagunda landskommun Uppsala läns södra domsaga och Trögds tingslag.

### Kyrklig tillhörighet
I kyrkligt hänseende tillhörde Lagunda landskommun tio församlingar: Biskopskulla, Fittja, Fröslunda, Giresta, Gryta, Holm, Hjälsta, Kulla, Långtora samt Nysätra. 2010 slog dessa samman att bilda Lagunda församling.

## Geografi
Lagunda landskommun omfattade den 1 januari 1952 en areal av 232,65 km², varav 229,35 km² land. Efter nymätningar och arealberäkningar färdiga den 1 januari 1956 omfattade landskommunen den 1 november 1960 (enligt indelningen den 1 januari 1961) en areal av 234,17 km², varav 231,61 km² land.

### Tätorter i kommunen 1960
I Lagunda kommun fanns tätorten Örsundsbro, som hade 452 invånare den 1 november 1960. Tätortsgraden i kommunen var då 15,4 procent.

## Politik

### Mandatfördelning i valen 1950–1966
| 12 | 10 | 5 | 3 |

| 27 |

| 12 | 9 | 4 | 5 |

| 26 |

| 12 | 11 | 2 | 5 |

| 28 |

| 11 | 11 | 3 | 5 |

| 26 |

| 10 | 11 | 3 | 6 |

| 24 | 6 |